# Senior Open de Portugal
Het Senior Open de Portugal is een golftoernooi van de Europese Senior Tour. Het wordt steeds op een andere baan gespeeld.
Het toernooi werd in 2005 gestart en in 2006 door een tweede editie opgevolgd, maar daarna gestopt. 
In 2011 kwam er een doorstart. Winnaar werd Mark Mouland, die zijn tweede seizoen op de Senior Tour daarmee mooi eindigde. Zijn laatste overwinning in Europa was het KLM Dutch Open in 1989! 

## Winnaars
| Jaar                                         | Baan                             | Winnaar                          | Score                            | Score                            | Prijzenpot                       |
| Algarve Seniors Open of Portugal             | Algarve Seniors Open of Portugal | Algarve Seniors Open of Portugal | Algarve Seniors Open of Portugal | Algarve Seniors Open of Portugal | Algarve Seniors Open of Portugal |
| -------------------------------------------- | -------------------------------- | -------------------------------- | -------------------------------- | -------------------------------- | -------------------------------- |
| 2005                                         | Quinta de Cima Golf              | Jerry Bruner                     | 205                              | -11                              | € 300,000                        |
| Estoril Seniors Open of Portugal             |                                  |                                  |                                  |                                  |                                  |
| 2006                                         | Quinta da Marinha                | Carl Mason                       | 204                              | -9                               | € 300,000                        |
| Belas Clube de Campo Senior Open de Portugal |                                  |                                  |                                  |                                  |                                  |
| 2011                                         | Belas Clube de Campo             | Mark Mouland                     | 207                              | -9                               | € 300,555                        |
| Senior Open de Portugal                      |                                  |                                  |                                  |                                  |                                  |
| 2014                                         | Vidago Palace, Porto             | Tim Thelen                       | 204                              | -12                              | € 225.000                        |